# Tristan Myles
Tristan Myles (* 20. Jahrhundert) ist ein kanadischer Künstler der Visuellen Effekte aus Vancouver.
Tristan Myles studierte von 1997 bis 2000 Computeranimation an der Teesside University in Middlesbrough in England. Seit 2004 ist er im Compositing-Bereich bei der Spezialeffektefirma Double Negative (DNEG) in Vancouver aktiv, seit 2014 als Supervisor in diesem Bereich.
Für seine Arbeit bei dem Film Aufbruch zum Mond von 2018 wurde er für einige Filmpreise nominiert. Er gewann den Oscar für die Besten visuellen Effekte.

## Filmografie (Auswahl)
- 2004: Alien vs. Predator
- 2005: Harry Potter und der Feuerkelch (Harry Potter and the Goblet of Fire)
- 2005: Stolz und Vorurteil (Pride & Prejudice)
- 2005: Königreich der Himmel (Kingdom of Heaven)
- 2006: Children of Men
- 2007: Harry Potter und der Orden des Phönix (Harry Potter and the Order of the Phoenix)
- 2008: James Bond 007: Ein Quantum Trost (Quantum of Solace)
- 2008: 10.000 B.C. (10,000 BC)
- 2008: Hellboy – Die goldene Armee (Hellboy II: The Golden Army)
- 2010: Eine offene Rechnung (The Dept)
- 2011: Paul – Ein Alien auf der Flucht (Paul)
- 2012: The Dark Knight Rises
- 2013: Rush – Alles für den Sieg (Rush)
- 2013: Thor – The Dark Kingdom (Thor: The Dark World)
- 2014: Interstellar
- 2016: Phantastische Tierwesen und wo sie zu finden sind (Fantastic Beasts and Where to Find Them)
- 2017: Blade Runner 2049
- 2018: Aufbruch zum Mond (First Man)